# Borrazópolis
Borrazópolis est une municipalité brésilienne située dans l'État du Paraná.